# Force of Arms
Force of Arms is een Amerikaanse oorlogsfilm uit 1951 onder regie van Michael Curtiz. In Nederland werd de film destijds uitgebracht onder de titel Liefde van een frontsoldaat.

## Verhaal
Sergeant Joe Peterson en luitenant Eleanor MacKay worden verliefd. Joe wordt al gauw teruggestuurd naar het front. Na de slag bij San Pietro wordt hij gekweld door de gedachte dat hij misschien verantwoordelijk is voor de dood van enkele van zijn maats. Zelfs na de bruiloft met Eleanor kan hij zich niet ontdoen van zijn schuldgevoelens.

## Rolverdeling
| Acteur           | Personage                |
| ---------------- | ------------------------ |
| William Holden   | Sergeant Joe Peterson    |
| Nancy Olson      | Luitenant Eleanor MacKay |
| Frank Lovejoy    | Majoor Blackford         |
| Gene Evans       | Sergeant Smiley McFee    |
| Dick Wesson      | Kleiner                  |
| Paul Picerni     | Sheridan                 |
| Katherine Warren | Majoor Waldron           |
| Ross Ford        | Hooker                   |
| Ron Hagerthy     | Minto                    |